# Marquez Haynes
Marquez Keith Haynes (alternative Schreibweise: MarQuez Haynes; * 19. Dezember 1986 in Irving, Texas) ist ein gebürtiger US-amerikanischer Basketballspieler. Nach dem Studium in seinem Geburtsland wurde Haynes Profi in Europa und nahm die georgische Staatsbürgerschaft an. Für seine neue Wahlheimat nahm er als Nationalspieler an der Endrunde der Basketball-Europameisterschaft 2011 teil.

## Karriere

### Collegezeit in den USA (2005 bis 2010)
Nach der Schulzeit in einer High School seiner Geburtsstadt wechselte Haynes 2005 zum Studium an das Boston College, wo er für die Hochschulmannschaft Eagles spielte, die in die Atlantic Coast Conference (ACC) der NCAA gewechselt waren. In ihrer ersten Spielzeit in der ACC gewannen die Eagles, bei denen Haynes unter anderem mit dem späteren Basketball-Bundesliga-Profi Tyrese Rice zusammenspielte, das Halbfinale des Meisterschaftsturniers gegen die renommierten Tar Heels der University of North Carolina at Chapel Hill, verloren aber dann das Finale gegen die Blue Devils der Duke University. In der landesweiten NCAA-Endrunde zog man in die dritte Runde Sweet Sixteen ein, in der man nach Verlängerung den Wildcats der Villanova University verlor. Dies war das weiteste Vordringen der Eagles in diesem Wettbewerb seit 1994. Nachdem man in der ACC 2007 im Halbfinale des Meisterschaftsturniers diesmal den Tar Heels unterlegen war, verlor man in der zweiten Runde der NCAA-Endrunde dem späteren Halbfinalisten Hoyas der Georgetown University. Anschließend entschloss sich Haynes zu einem Hochschulwechsel und ging zurück nach Texas, wo er an der University of Texas at Arlington (UTA) weiterstudierte.
Nach seinem Hochschulwechsel war Haynes 2007 entsprechend den Regularien der NCAA für eine Spielzeit nicht für Meisterschaftsspiele zugelassen. In der Saison 2007/08 griff er dann für die Hochschulmannschaft Mavericks erneut ins Geschehen ein. Die Mavericks konnten jedoch ihre Meisterschaft von 2008 in der weniger prestigeträchtigen Southland Conference nicht verteidigen und qualifizierten sich auch in der folgenden Spielzeit nicht für die landesweite Endrunde der NCAA. Haynes selbst konnte jedoch seine persönlichen Statistiken gegenüber seiner Zeit am Boston College deutlich steigern und erzielte in der Spielzeit 2009/10 die meisten Punkte und den höchsten Punktedurchschnitt eines Spielers in einer Saison in der Geschichte der Mavericks. Mit dem Punkteschnitt von 22,8 Punkten pro Spiel erzielte er den dritthöchsten Punkteschnitt eines Spielers in der gesamten NCAA in dieser Spielzeit und wurde zum „Southland Conference's Player of the Year“ 2010 ernannt. Haynes scheiterte jedoch im anschließenden Sommer bei dem Versuch, einen Platz in einem Kader einer Mannschaft der am höchsten dotierten Profiliga NBA zu bekommen, was ihm auch in den Sommermonaten der folgenden Jahre nie gelang.

### Professionelle Karriere in Europa (seit 2010)
Nach dem gescheiterten Versuch, einen Vertrag in der NBA zu bekommen, begann Haynes daher seine professionelle Karriere 2010 in der französischen LNB Pro A beim Erstligisten Élan Sportif aus Chalon-sur-Saône. Nach dem Sieg im Pokalwettbewerb „Coupe de France“ zog man als Hauptrundendritter in die Play-off-Finalserie um die Meisterschaft ein, in der man nach einem Auftaktsieg in der ersten Runde die folgenden beiden Spieler gegen Rekordmeister ASVEL verlor und in der ersten Runde ausschied. Haynes hatte inzwischen die georgische Staatsbürgerschaft angenommen und nahm als Nationalspieler seiner neuen Wahlheimat an der EM-Endrunde 2011 teil, in der die Nationalmannschaft nach zwei Vorrundensiegen in fünf Spielen die Qualifikation für die Zwischenrunde der besten zwölf Mannschaften erreichte. Dort folgten jedoch drei weitere Niederlagen und das Ausscheiden vor der Finalrunde. Mit der georgischen Staatsbürgerschaft steigerte Haynes seinen Marktwert in Europa, da er nun unter weniger restriktive Ausländerbeschränkungen für Europäer fiel, und konnte für die Saison 2011/12 einen Vertrag in der spanischen Liga ACB unterschreiben. Mit dem Erstligaverein und vormaligem Play-off-Teilnehmer aus Las Palmas de Gran Canaria erreichte er in der Saison 2011/12 jedoch nur einen 14. Platz unter 18 Mannschaften und verpasste die Finalrunde um die Meisterschaft deutlich.
Für die Saison 2012/13 unterschrieb Haynes dann einen Vertrag beim deutschen Erstligisten Artland Dragons in der Basketball-Bundesliga. Wie auch ein Jahr zuvor mit Gran Canaria schied man nach der Vorrunde im europäischen Vereinswettbewerb ULEB Eurocup aus. Auch in der nationalen Meisterschaft konnte die talentierte Mannschaft ihr Potenzial nicht voll ausschöpfen und schied nach einem sechsten Hauptrundenplatz in der ersten Runde der Play-offs um die Meisterschaft gegen den vormaligen Vizemeister ratiopharm Ulm aus. Anschließend wurde Haynes vom italienischen Erstligisten EA7 Armani aus Mailand verpflichtet, mit dem er auch, für ihn erstmals, im höchsten europäischen Vereinswettbewerb EuroLeague spielte. Ende Dezember 2013 wechselte Haynes innerhalb Italiens zum Serienmeister Montepaschi Siena.

## Erfolge
- Israelischer Meister 2014
- Französischer Pokalsieger: 2011
- Israelischer Pokalsieger 2014
- Griechischer Pokalsieger: 2016
- Italienischer Meister: 2017, 2019